# يوهان ويلهلم فون مولر
يوهان ويلهلم فون مولر (بالألمانية: Johann Wilhelm von Müller)‏ هو عالم طيور وكاتب ألماني، ولد في 4 مارس 1824 في Kochersteinsfeld ‏ في ألمانيا، وتوفي بنفس المكان في 24 أكتوبر 1866.